# خايمي سالازار
خايمي سالازار (بالإسبانية: Jaime Salazar)‏ (6 فبراير 1931 بمدينة مكسيكو في المكسيك - 14 مارس 2011) هو لاعب كرة قدم مكسيكي في مركز الوسط، شارك في كأس العالم 1958. وشارك مع منتخب المكسيك لكرة القدم. أما مع النوادي، فقد لعب مع نادي نيكاكسا.

## وصلات خارجية
- خايمي سالازار على موقع الاتحاد الدولي (مؤرشف)  (الإنجليزية)
- خايمي سالازار على موقع قاعدة بيانات كرة القدم.إي يو (الإنجليزية)
- خايمي سالازار على موقع Soccerway.com (الإنجليزية)
- خايمي سالازار على موقع عالم كرة القدم.نت (الإنجليزية)